# H.C. Maarup
Hans Christian Rasmussen Maarup (født 23. maj 1954 i Hobro) er en dansk politiker, der i perioden 2007-2014 var borgmester i Mariagerfjord Kommune, valgt for Socialdemokratiet.
Maarup er hf-student fra Hobro Gymnasium (nu Mariagerfjord Gymnasium) og uddannet folkeskolelærer fra Th. Langs Seminarium. Han fik som nyuddannet job på Vorup Skole i Randers, hvor han var til 1983, hvor han blev forstander for Arden Erhvervsskole. Fra 1989 var han desuden chef for Arden Kommunes arbejdsmarkedscenter. 
Han fratrådte i 2002, hvor han blev borgmester i Arden Kommune. Da Arden og nogle nabokommuner blev sammenlagt til Mariagerfjord Kommune i 2007, fortsatte han som storkommunens første borgmester.